# Jang Ki-yong
Jang Ki-yong (장기용?; Ulsan, 7 agosto 1992) è un attore e modello sudcoreano.
Modello dal 2012, in occasione della S/S General Idea Collection Show, durante la settimana della moda di Seul, ha intrapreso la carriera di attore nel 2014, partecipando alla serie televisiva Gwaenchanh-a, sarang-i-ya di SBS in un ruolo minore. Jang è principalmente noto per la partecipazione in Go Back Couple (2017), e per i suoi ruoli da protagonista o co-protagonista in Na-ui ajeossi (2018), Iri-wa an-ajwo (2018), Kill It (2019) e Gan tteor-eojineun donggeo (2021).